# Back to My Mac
Back to my Mac ou Voltar ao Meu Mac (em Português), é um recurso do serviço em nuvem iCloud da empresa de computadores Apple que permite estabelecer uma conexão segura entre computadores Mac sobre uma rede local ou pela Internet, possibilitando seu acesso remoto.
O recurso foi introduzido pela Apple como parte da versão 10.5 do sistema operacional OS X (Mac OS X Leopard) através do serviço MobileMe, para mais tarde passar a ser parte integrante do serviço iCloud, seu substituto.
Dentre as possibilidades de uso, o recurso permite que compartilhe arquivos entre os computadores ou se faça controle remoto destes. Um episódio de destaque logo em seu lançamento foi o caso nos Estados Unidos de uma mulher que com a ajuda de um amigo, usou a tecnologia para rastrear seu Mac roubado e bater uma foto do ladrão para entregá-lo à polícia.